# Architetture civili di San Benedetto del Tronto

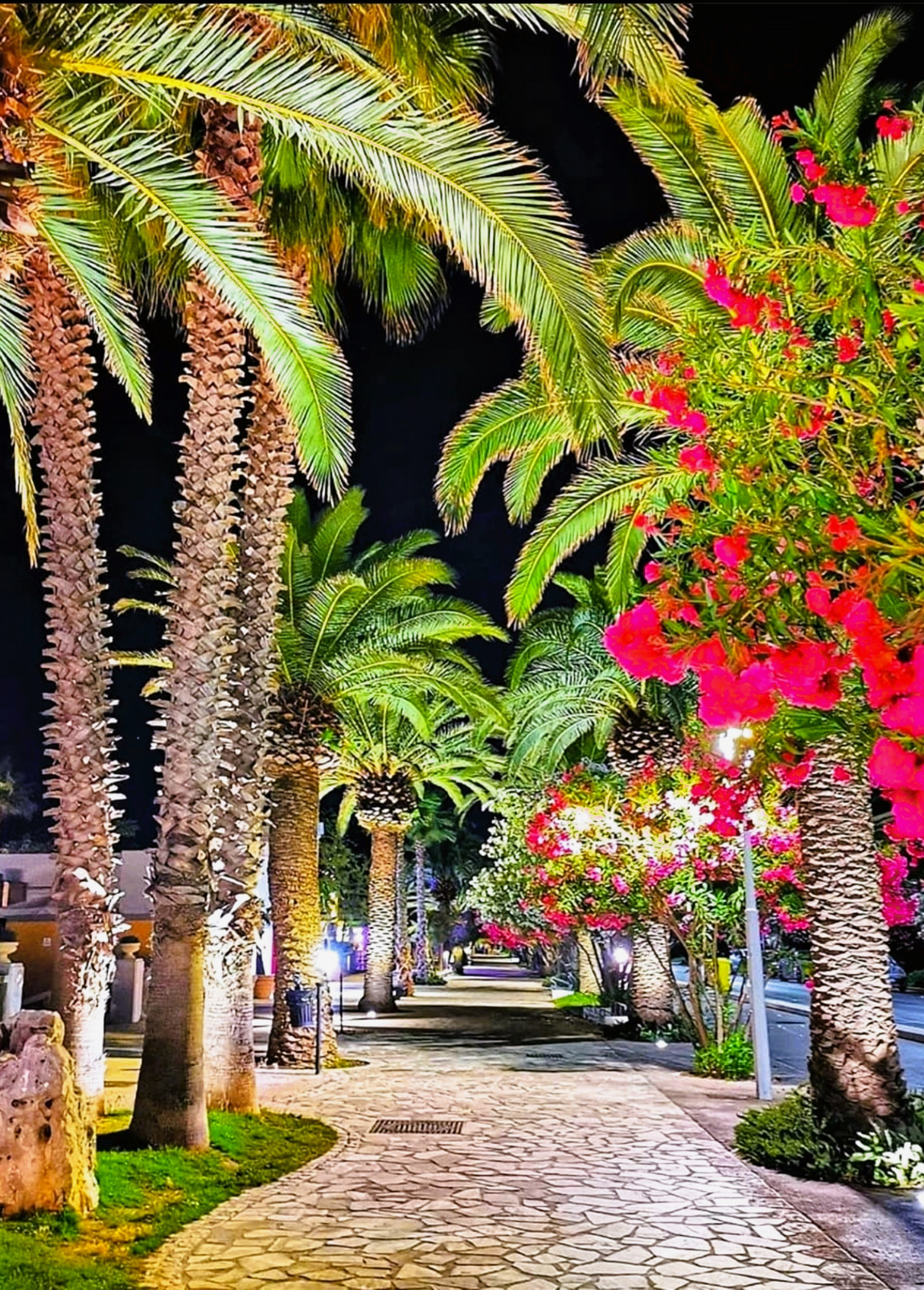
Tratto pedonale del lungomare nord

La pagina contiene le architetture civili di San Benedetto del Tronto, suddivise nel gruppo degli edifici storici dell'antico borgo e nel resto della città, comprendono numerosi edifici (palazzi, teatri, hotel storici, ville, villini) e altri monumenti (fontane, infrastrutture) che testimoniano la storia della città attraverso i secoli.

## Edifici storici della marineria

### Faro

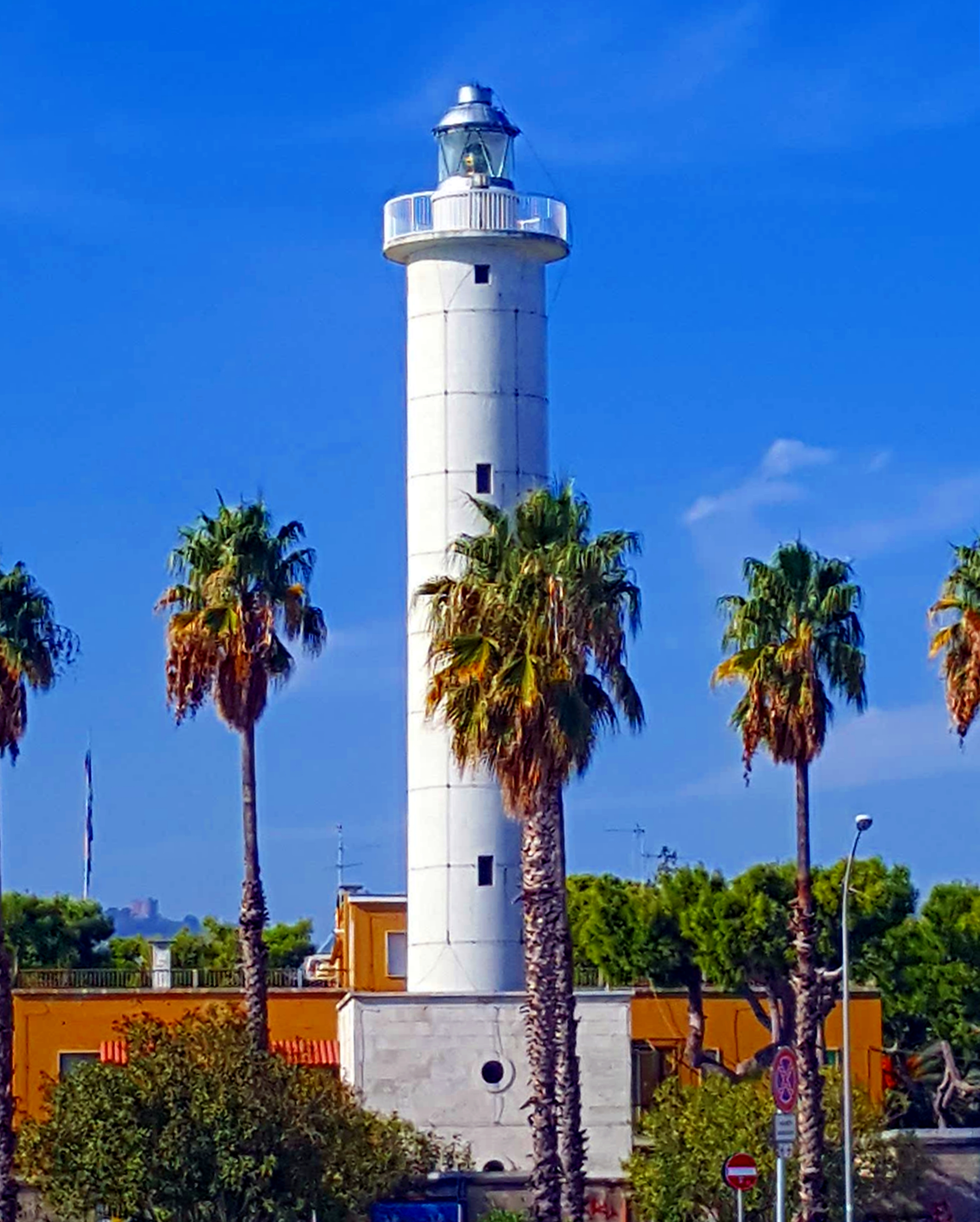
Il Faro

Alla fine degli anni quaranta e l'inizio degli anni cinquanta venne costruito il primo faro che risultò modesto sia per la portata luminosa sia per le piccole dimensioni che non lo rendevano un adeguato punto di riferimento per i natanti. Si decise di rendere la città e la zona portuale di un faro decisamente più importante sia per le dimensioni alto 31 metri a torre cilindrica, che per la portata luminosa ben più importante del precedente, fu inaugurato nel 1957, all'interno è collocata una lampada alogena ed un sistema di lenti rotanti che proiettano raggi di luce bianca fino a 32 miglia nautiche. Ad'oggi il faro ha una importanza strategica elevata,non solo per la marineria locale ma anche per le marinerie del medio adriatico, è l’unico che ha una portata notevole tra Ancona ed Ortona.

### Mercato ittico

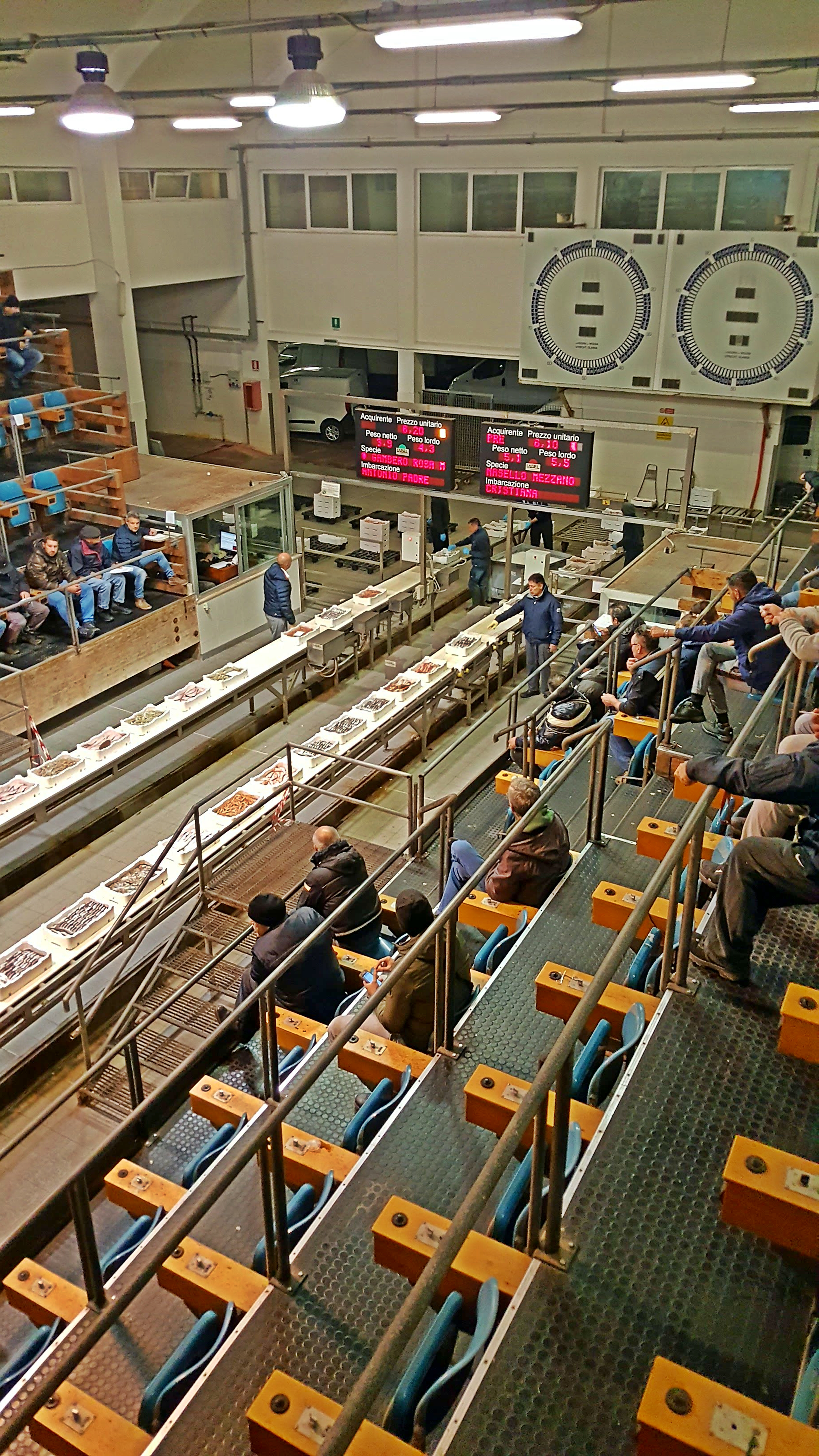
L'asta del pesce presso il mercato ittivco

Negli anni trenta la marineria sambenedettese è in notevole espansione e si inizia a progettare il nuovo mercato ittico. Nel 1932 in occasione di una manifestazione a carattere nazionale di propaganda peschereccia,furono gettate le basi per il nuovo mercato ittico all'ingrosso del pesce di San Benedetto. Il nuovo mercato venne progettato dall'ingegnere Luigi Onorati, già progettista del lungomare e di molte altre opere nel comparto urbano della città. Il nuovo mercato Ittico all'ingrosso del pesce entrato in funzione nel 1935, sorge all'interno dell'area portuale a poche decine di metri di distanza dalla banchina di riva nord Malfizia, dedicata all'attracco dei motopescherecci e allo scarico del pescato. Dotato di "Cassa del Mercato", direzione e servizio sanitario in sostituzione della vecchia pescheria posta nei pressi dell'attuale asta del pesce. Gestito dal comune di San Benedetto del Tronto ad'oggi si sviluppa su una superficie di 9200mq scoperti e 1500 mq al coperto. Fu gravemente danneggiato durante la seconda guerra mondiale, vi furono i bombardamenti delle forze alleate, dopo pochi anni dall'inaugurazione, in quel periodo chiuse per mancanza di attività. Nel 1948 si eseguirono i lavori di ristrutturazione, dovuti agli ingenti danni che la struttura riporto a causa dei bombardamenti, di tutto il Mercato Ittico. Nel corso degli anni San Benedetto conquistò il primato nazionale di pesce sbarcato, astato e commercializzato dell'intero bacino del Mediterraneo.Nel 1997 l'intera struttura del Mercato Ittico viene ristrutturata ed ampliata e nel 2002 entra in funzione un nuovo sistema di asta elettronica.

## Fontane

### Fontana "Allegro"
Situata nel cuore di Viale Secondo Moretti, inaugurata nel 1999, ospita un'opera d'arte di Ugo Nespolo.

### Fontana del Borgo Marina

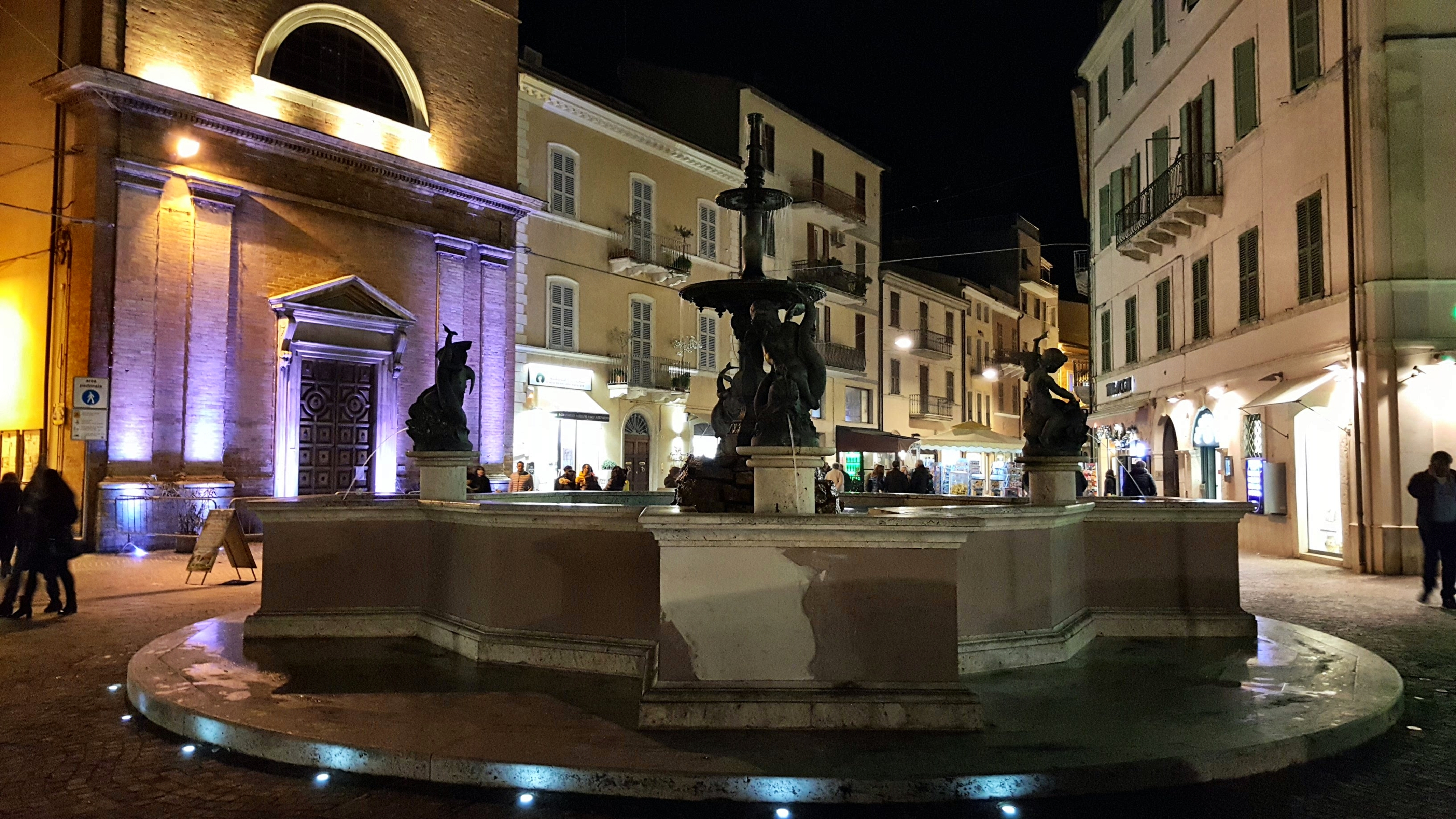
Fontana del Borgo Marina

L’inaugurazione della fontana avvenne nell’agosto del 1873, il manufatto , situata al centro di Piazza Matteotti, nei pressi della Chiesa di San Giuseppe, di grande valore culturale ed affettivo per la città, ha un getto d’acqua al centro contraddistinto da putti e delfini, ornano i lati della fontana, fatti arrivare direttamente da Parigi.

### Fontana Rotonda Giorgini

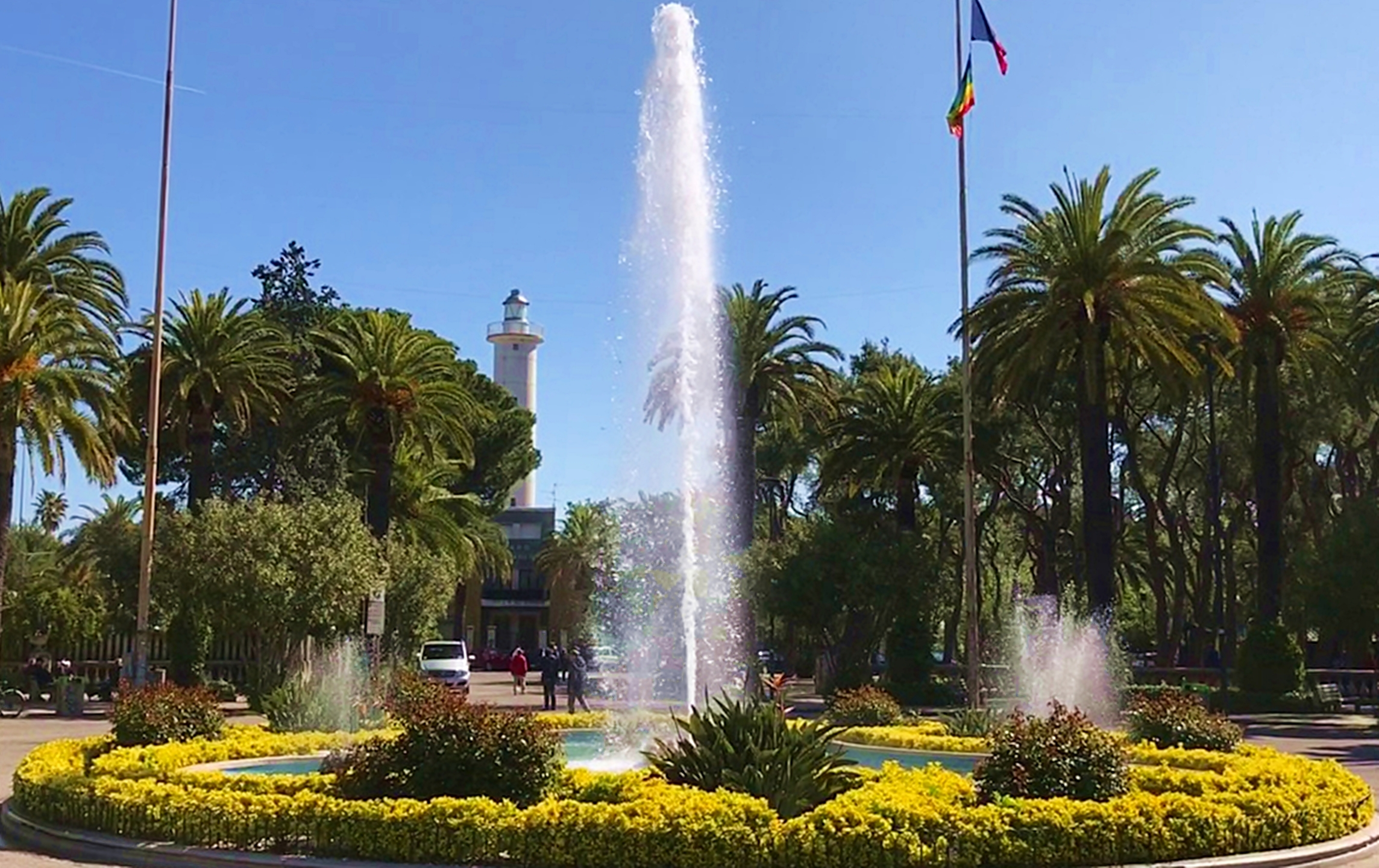
Fontana Rotonda Giorgini

La fontana della rotonda Giorgini, fu ricostruita negl'anni 30, su progetto dell’ingegnere Luigi Onorati. Particolarmente, è oggi una fra le immagini più note della cittadina.

### Fontana di Piazza Nardone
Costruita interamente in travertino, fu eretta nel 1914 su disegno dell'architetto Guido Cirilli in seguito a lascito di Serafino Voltattorni. di disegno semplice ed originale l'opera si rifà al classicismo. Prima della seconda guerra mondiale, era ubicata presso il belvedere della Rocca, oggi Piazza Giuseppe Sacconi. Oggi è situata al centro di Piazza Nardone antistante alla Cattedrale di Santa Maria della Marina.

## Alberghi storici

### Hotel Progresso
Edificio in stile Liberty è stato inaugurato il 15 luglio 1923, struttura ricettiva più antica delle Marche ed, insieme al Grand Hotel Rimini, dell’Adriatico. Situato sul Lungomare, contribuì a rafforzare l'immagine della città come località balneare.

## Caffè storici
- Gran Caffè Sciarra — sorge in Viale Secondo Moretti, meglio conosciuto come il corso, è un caffè storico della città le cui origini risalgono al 1862. Giuseppe Sciarra, uno dei primi caffettieri della cittadina, decise di aprire la sua bottega sotto casa su quella via appena tracciata allora chiamata "dell'Ancoraggio" perché sfociava proprio sulla spiaggia dove ancoravano le barche dei pescatori. Nel corso degli anni ha ampliato le attività a bar, pasticceria e gelateria.[10]
- Caffè Florian — è un caffè pasticceria le cui origini risalgono ai primi anni del novecento, inizialmente si chiamava Caffè Adria, nel 1937 prende il nome di Caffè Impero. In seguito ai pesanti bombardamenti che colpirono l'intera cittadina, la struttura fu completamente distrutta. Nel 1953, anno in cui ci fu la riapertura venne cambiata, il nuovo proprietario Osvaldo Urbani cambiò la denominazione in Caffè Florian, in omaggio alla moglie Floriana. Inoltre, è insignito della targa “Locale storico Marche”.[11]

## Lungomare

Il lungomare nel 1950

### Lungomare di San Benedetto del Tronto
Inaugurato nel luglio del 1932 su progetto dell'ingegner Luigi Onorati fu realizzato il lungomare che ancor oggi, oltre ad essere una via di comunicazione essenziale, è il centro pulsante della San Benedetto turistica ed è anche divenuto il luogo col quale si identifica l'immagine cittadina, in Italia e anche all'estero.

## Palazzi

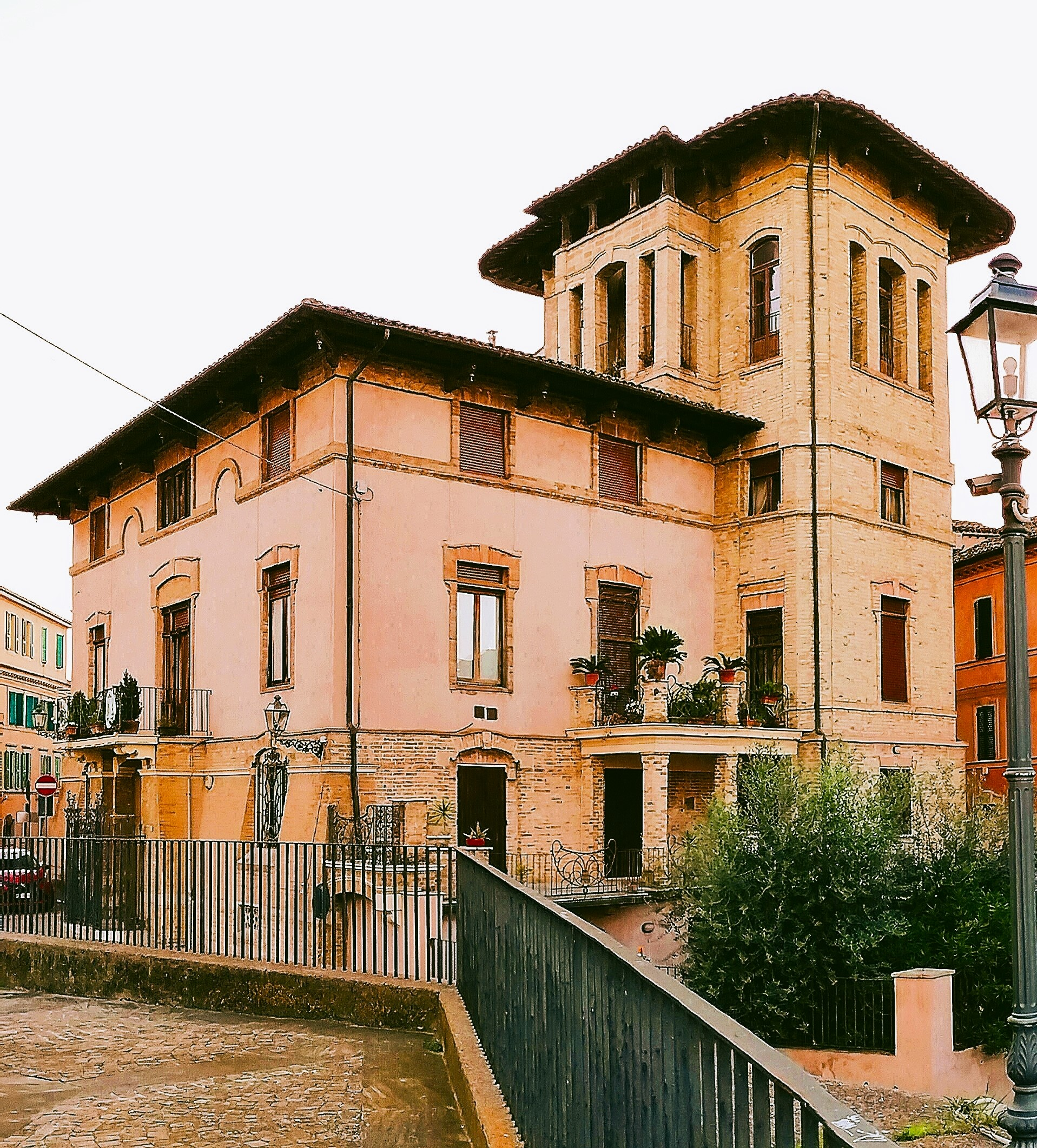
Palazzo Anelli

### Palazzo Anelli
Risalente al 1730 è ubicato nei pressi di Piazza Giuseppe Sacconi nel Paese Alto, deve il suo nome alla famiglia che almeno dal fine del XVIII secolo abitava nel luogo dove oggi sorge questo edificio. La struttura presenta elementi liberty in un contesto medievale ed è composta da due corpi a pianta rettangolare, un avancorpo a due livelli prospettante sulla piazza e un corpo arretrato a quattro livelli che costituiscono la torretta. Da evidenziare le facciate arricchite da eleganti cornici e fasce marcapiano in laterizio. Pregevoli le inferriate, le ringhiere e le cancellate in ferro battuto a motivi floreali. Oggi, dopo un attento e mirato restauro, è la prestigiosa sede del Vescovado.

### Palazzo Piacentini
Già Casa Fiorani venne fatto costruire da Giuseppe Fiorani, mastro falegname di originario di Ripatransone, fu dimora della poetessa Bice Piacentini, oggi è un luogo dedicato alla Cultura: accoglie l'Archivio Storico Comunale, la Pinacoteca del Mare, lo Studio di Bice e galleria d'arte.

### Palazzina Azzurra

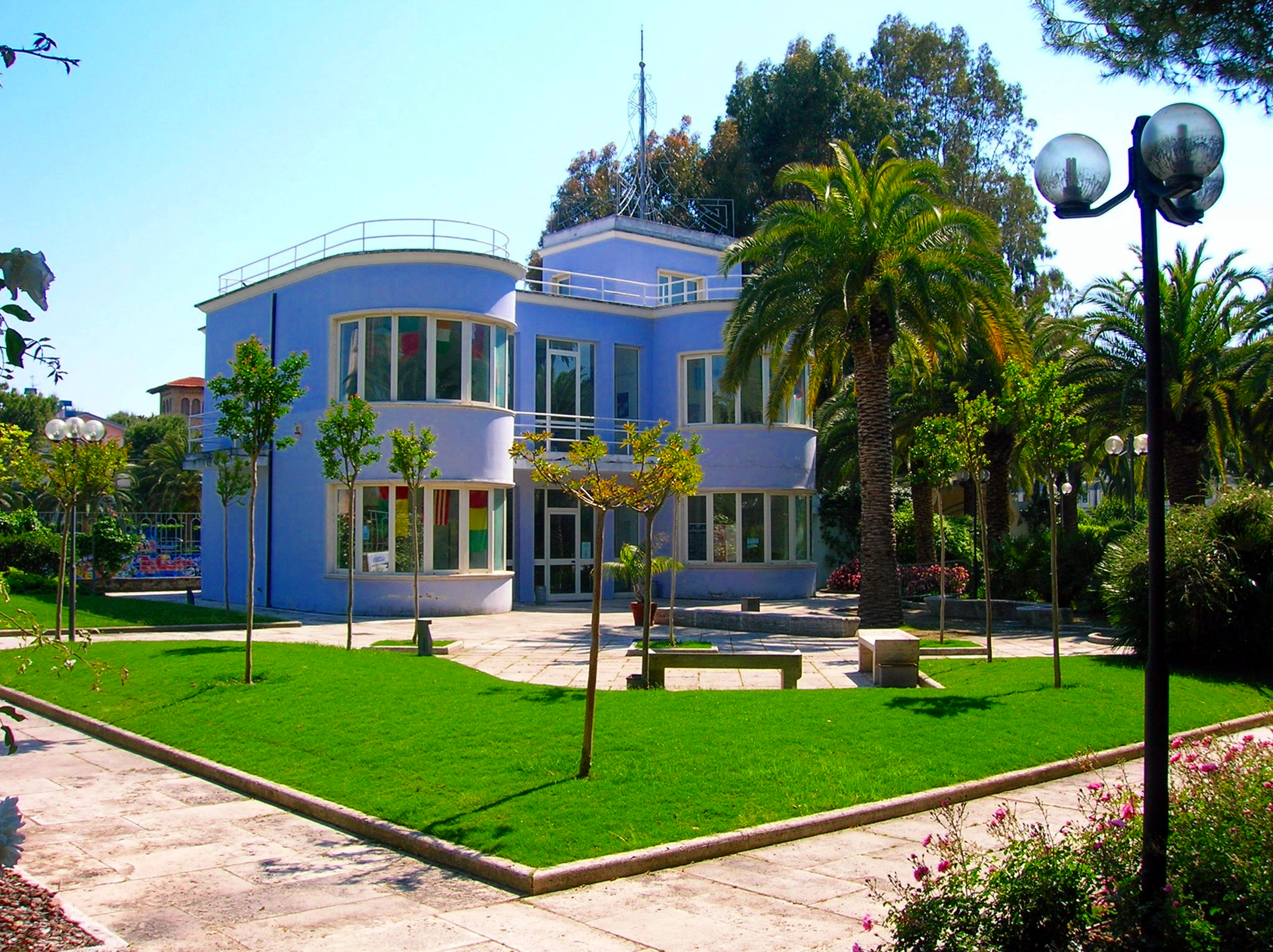
Palazzina Azzurra

Il complesso della Palazzina Azzurra nasce dal progetto dell'ing. Luigi Onorati ingegnere capo del Comune di San Benedetto del Tronto. Commissionata dall'Azienda Autonoma di Cura, Soggiorno e Turismo, per "migliorare le proprie attrezzature ricettive e creare un luogo di ritrovo e divertimento" la Palazzina Azzurra fu inaugurata il 1º settembre 1934.

### Palazzo del comune

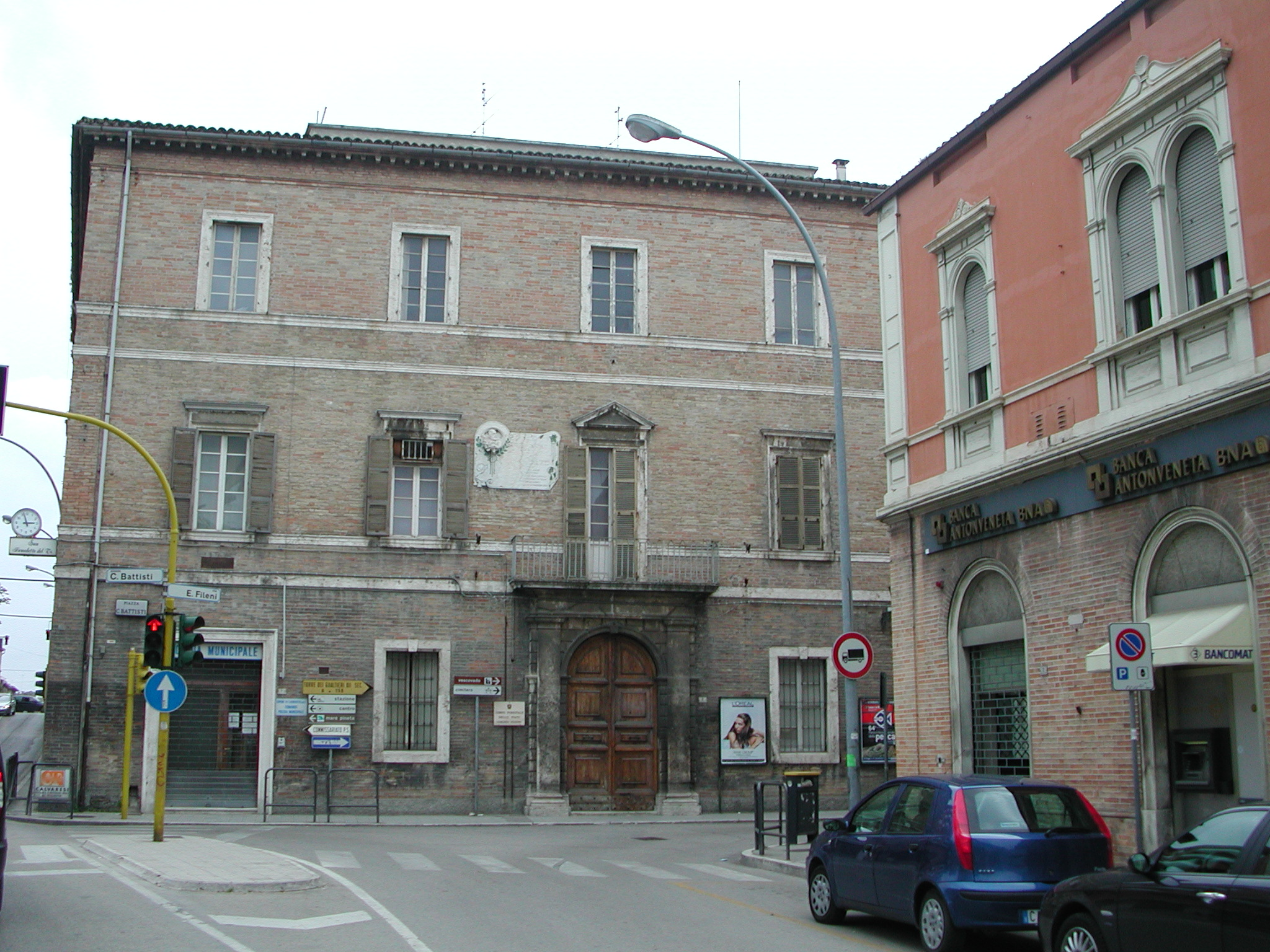
Palazzo della ex sede comunale

Fu costruito nel 1812 dal marchese Raffaele Guidi. Dal 1885 al 1990 ha ospitato gli uffici comunali. Nel 1994 durante la seconda guerra mondiale, il palazzo venne danneggiato, a seguito di un bombardamento.

### Ex Ospedale civile

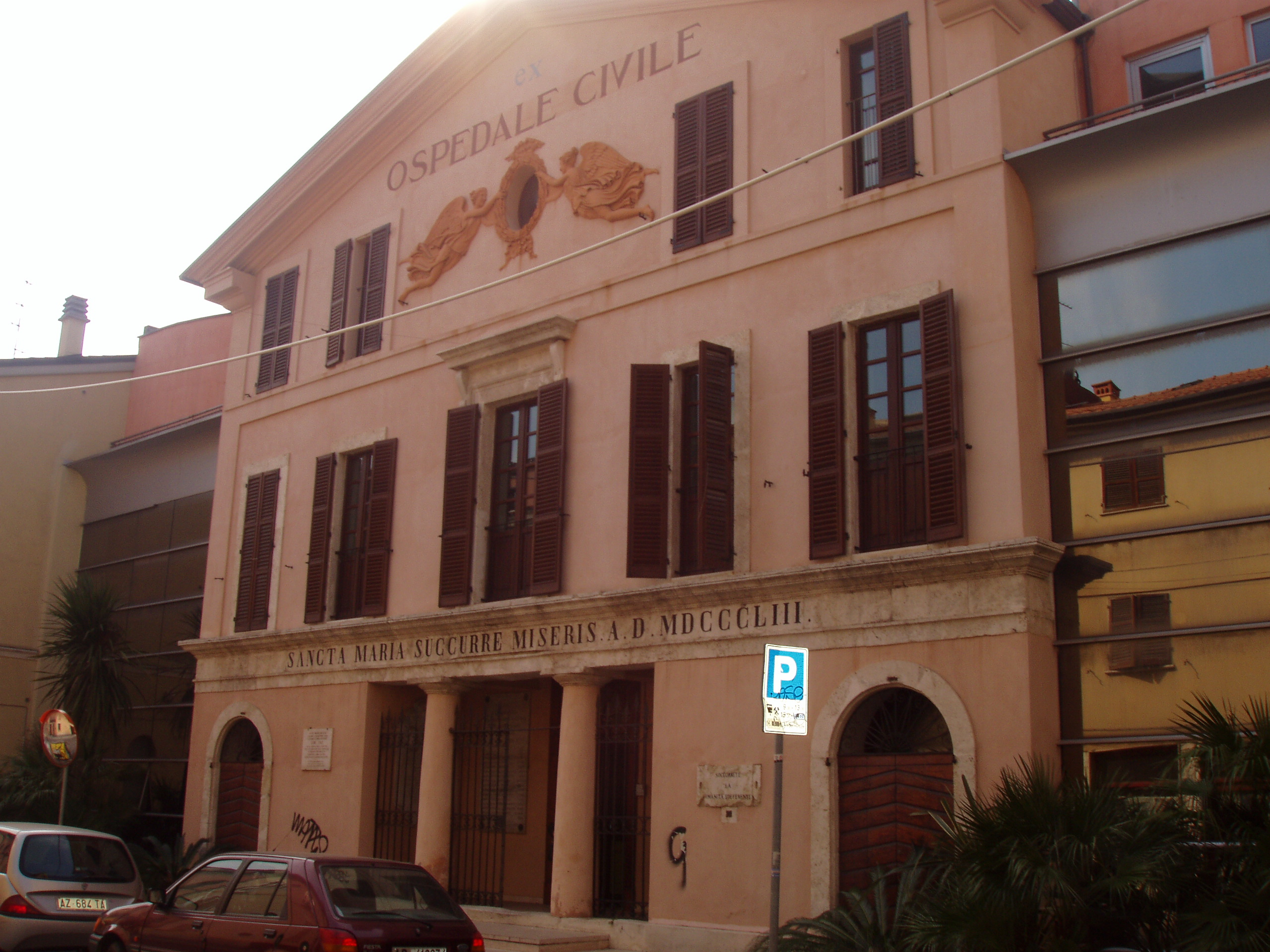
Ex Ospedale civile

Edificio del 1848 sorge a fianco alla Cattedrale di Santa Maria della Marina, nel novembre del 1853 furono terminati i lavori. All`inizio dell`anno 2000, con progetto redatto dall`Ufficio tecnico comunale, viene ristrutturato tutto il corpo anteriore dell'edificio, mantenendo inalterata solo la facciata del corpo centrale, modificando l'impianto interno nelle sue parti strutturali. Oggi ospita alcune classi della scuola media Giuseppe Sacconi.

### Casa del Pescatore
Situata all'interno della zona portuale di San Benedetto del Tronto, adiacente piazza Mons. Francesco Sciocchetti. Opera del geometra Cesare Grifi, voluta da Michele Fiscaletti segretario della locale sezione della Federazione Nazionale Lavoratori della Pesca, fu inaugurata il 10 aprile 1949, fu la prima a sorgere tra quelle che si realizzarono nei maggiori centri costieri della penisola italiana e fu costruita grazie alla somma raccolta dalla classe marinara sambenedettese, senza speciali contributi governativi o altre forme di finanziamento. Aveva funzione sociale e di sostegno per i marinai che, durante i brevi periodi di sosta lavorativa. In passato la funzione per cui era sorta accoglieva per un periodo l’officina meccanica per l' l’Istituto di Avviamento al Lavoro (Ial).

## Parchi

### Parco Eleonora
Situato nella zona sud della città, ed è considerato il più grande parco attrezzato della città con i suoi 11000m².

### Parco Saffi
Situato presso il Paese Alto, intitolato a Aurelio Saffi, è un parco pubblico si estende al limite esterno del nucleo centrale del vecchio borgo in via Aurelio Saffi (da cui il nome). Il parco è utilizzato per manifestazioni sportive e culturali.

## Piazze

### Piazza Bice Piacentini
Dedicata alla poetessa Bice Piacentini, oggi è luogo dove si svolgono concerti e eventi culturali.

### Piazza Carlo Giorgini
Punto nevralgico del corso, indiscusso punto riferimento e luogo di ritrovo della cittadina, è nata come Piazza Tommaso di Savoia, la suggestiva piazza Giorgini (o rotonda Giorgini), dedicata a Carlo Giorgini, uno dei più amati sindaci della città, famosa come la Rotonda. La caratteristica fontana situata al centro della piazza, è ormai diventata uno dei simboli e delle immagini più note della città.

### Piazza Carlo Alberto dalla Chiesa
Intitolata al generale Carlo Alberto dalla Chiesa, sorge nello spazio antistante l'ex Palazzo di Giustizia, ora sede della Scuola secondaria di primo grado "M. Curzi". All'interno della piazza è presente una scultura dedicata al Generale dalla Chiesa opera dell'artista Marcello Sgattoni, denominata "... e la pietra gridò" raffigura la fiamma, simbolo dell’Arma.

### Piazza Caduti Del Mare
Situata all'interno della zona portuale di San Benedetto del Tronto, è adibita a parcheggio.

### Piazza Cesare Battisti
Nata come "Piazza della Madonna", oggi dedicata a Cesare Battisti, sorge ai piedi del vecchio incasato del Paese Alto, fu la principale piazza del borgo marinaro, dove si svolgevano manifestazioni festive e il mercato. Nel 1812 venne costruito "Palazzo Guidi", che poi divenne sede municipale.

### Piazza Dante
Dedicata a Dante Alighieri, già "Piazza Nuova", è situata nel vecchio borgo del Paese Alto nelle retrovie di palazzo Anelli oggi è adibita a parcheggio di veicoli a motore.

### Piazza Giacomo Matteotti
Nata come Piazza d'Armi, in seguito fu denominata via dell'Ancoraggio, in quanto principale via di passaggio, dal vecchio incasato, in direzione del mare. Fu dedicata a Giacomo Matteotti, dopo la nascita della Repubblica Italiana, oggi è parte integrante dell'isola pedonale del centro cittadino. Si affaccia sulla piazza la Chiesa di San Giuseppe.

### Piazza Nardone
Già Piazza Roma, è intitolata al Maresciallo maggiore Luciano Nardone, comandante della locale stazione dei Carabinieri Reali, vittima della Strage di San Benedetto del Tronto, perpetrata dai nazisti il 28 novembre 1943, durante la seconda guerra mondiale. Nella piazza sorge la Cattedrale di Santa Maria della Marina e il Teatro Concordia, al centro della piazza è presente la fontana opera dell'architetto Guido Cirilli.

### Piazza Giuseppe Sacconi
Dedicata a Giuseppe Sacconi, sorge presso il Paese Alto di San Benedetto, dalla cui posizione si gode la vista del mare e della città. Nella piazza spicca la Torre dei Gualtieri antica postazione di comando.

### Piazza della Verdura
Conosciuta anche come "Piazza Montebello", sorge nel cuore del quartiere "Marina Centro", nello spazio dove sorgeva il manufatto che ospitava i commercianti ambulanti di frutta, verdura e pesce. Di recente è stato presentato il progetto di riqualificazione della piazza.

### Piazza Giuseppe Garibaldi
Situata nei pressi della stazione ferroviaria stazione ferroviaria, è intitolata a Giuseppe Garibaldi. Di medie dimensioni, dispota fra piazza della verdura a sud e Piazza San Giovanni Battista a nord, con le quale formano un'unica entità. Si svolge durante la settimana il mercato ambulante. Attualmente è adibita a parcheggio.

### Piazza San Giovanni Battista
Intitolata a Giovanni Battista, è situata nei pressi della stazione ferroviaria, è la piazza più grande della città, si estende su una superficie di oltre 8.500 m² (95 x 90 metri massimi), è di forma rettangolare. Conosciuta come la "piazza del mercato", nei giorni di martedì e venerdì vi si tiene, come da tradizione, il mercato ambulante. Da metà anni 20 ai primi anni trenta era presente il campo da calcio, denominato Campo Unione, inaugurato nel maggio 1926, soprannominato "La Trappoletta", per l'atmosfera claustrofobica creata dalle mura di recinzione, ospitava le gare interne e gli allenamenti della Sambenedettese. In passato ha ospitato varie manifestazioni e concerti tra i quali Gianni Morandi, Lucio Dalla e i The Doors. Attualmente è adibita a parcheggio.

### Piazza del Redentore
Situata nei pressi della Chiesa di Cristo Re, nel quartiere Porto d'Ascoli, di medie dimensioni è luogo di ritrovo della cittadinanza.

### Piazza Salvo D'Acquisto
Intitolata al vicebrigadiere dei carabinieri Salvo D'Acquisto, è conosciuta anche come "rotonda D'Acquisto", per via di una rotatoria posta al centro. Situata presso il lungomare sud, ne conferisce il punto di partenza verso nord dello stesso. All'interno della piazza è presente un monumento in memoria al vicebrigadiere D'Acquisto, inaugurato nel 1996 è una scultura in bronzo alta 8,5 metri collocata su un basamento di marmo sui cui è posta la targa che ricorda il sacrificio del sottufficiale del Carabinieri.

### Piazzetta Andrea Pazienza
Intitolata all'artista sambendettese Andrea Pazienza, sorge nell'area dell’ex mercatino del pesce, nei pressi di Viale Secondo Moretti. Nella piazza è presente ancora la struttura dell'ex marcatino.

## Teatri

### Teatro Concordia
Il teatro "Concordia" nasce ufficialmente come progetto cittadino, nel corso di una riunione tenuta nell'aula consiliare, indetta dall'Associazione dei filarmonici locali, il giorno 28 luglio 1827. A seguito di un'accurata ristrutturazione è tornato nella piena disponibilità della cittadinanza il 30 aprile 2008, con una serie di spettacoli che ha visto alternarsi sul palcoscenico compagnie locali a professionisti di livello nazionale. Dispone di una sala da 314 posti a sedere.

### Palariviera
È una struttura polivalente dove si svolgono vari eventi: concerti, teatro, cinematografici, meeting aziendali, congressi e manifestazioni culturali. Al suo interno presenta sale di varie dimensioni, di cui la sala auditorium principale che ha una capacità di 1000 posti a sedere, una sala da 386 posti, quattro sale da 150 posti, due sale da circa 100 posti, due sale esclusive per congressi, sale ricevimento, ludoteca, sala bar, sala divertimento e aree di ristorazione.

### CineTeatro San Filippo Neri
Ubicato nel quartiere "San Filippo Neri"; nella struttura si svolgono eventi per fini artistici e culturali. Costruito nel 1960 e restaurato nel 2006 dispone di una capienza totale di 244 posti a sedere.

## Torri

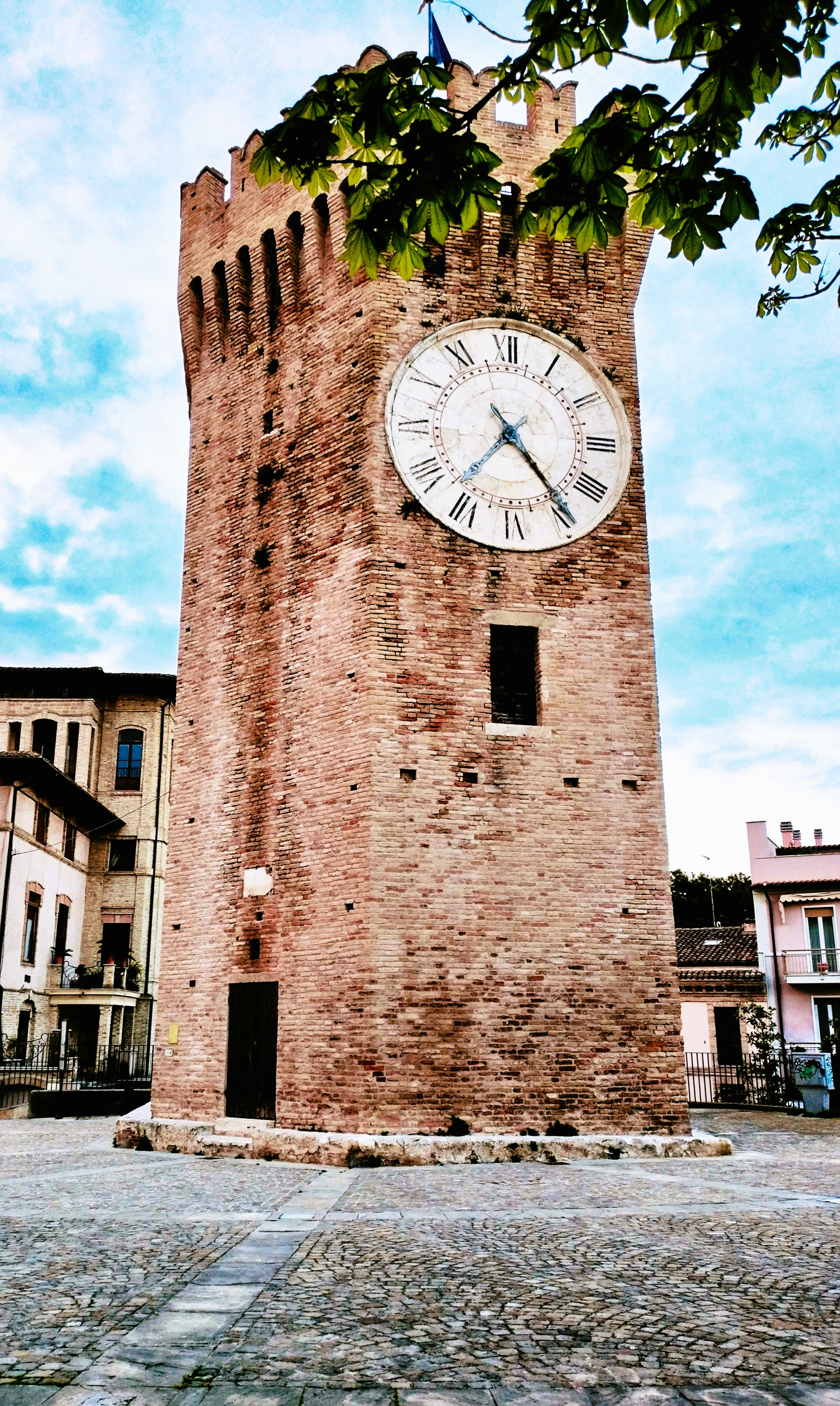
Torre dei Gualtieri

### Torre dei Gualtieri
Più propriamente denominato "Mastio della Rocca" e più popolarmente noto come "Torrione" (lu Turriò o lu Campanò in dialetto sambenedettese), è forse l'elemento più rappresentativo della città, spiccando dall'altura del Paese Alto a dominare l'intero abitato.

### Torre Guelfa
Si trova accanto a una villa privata e si può scorgere dalla S.S. 16 in località Porto d'Ascoli. Si tratta di una torre di difesa a base quadrata del XIV secolo con opera a sporgere costituita da beccatelli e piombatoi. Costituita in muratura a secco con paramenti esterni ed interni in laterizio, faceva parte di una fortezza consistente in due grandi torri, sette torrioni con settanta merli, ricostruita dalla città di Ascoli dopo il 1348, distrutta poi da Gentile da Mogliano, signore di Fermo.

## Ville

### Villa Cerboni Rambelli
Situata nei pressi dell'Ospedale Civile "Madonna del Soccorso", la Villa si presenta di edilizia signorile dell'Ottocento, viene costruita in stile neoclassico intorno al 1870 dal Dottor Angelo Cerboni-Baiardi, su un terreno dell'allora contrada Giardino. Il parco, di circa 11.600 mq,presenta una notevole varietà di essenze arboree, molte autoctone.

## Architetture private
Alla metà del XVIII secolo a San Benedetto del Tronto nascono i primi villini Liberty sull’arenile, conseguenza dello sviluppo del turismo balneare, il primo stabilimento Balneare cittadino fu inaugurato nel 1865, in un contesto in forte contrapposizione con il resto degli edifici della citta bassa in fase di sviluppo, denominata "la Marina", dove sorgevano umili dimore dei pescatori, conosciute come "case basse". Un gran numero di ville e villini si trova sul Viale Trieste, denominato "centro storico del mare", e nelle retrovie della rotonda Giorgini.

### Palazzo Neroni Cancelli
Deve il suo nome a Giuseppe Neroni Cancelli, il 24 gennaio 1849 Giuseppe Garibaldi accompagnato da Nino Bixio, Gaetano Sacchi ed altri, giunse a San Benedetto del Tronto e fu, per la notte, ospite ambito di casa Neroni, prima della partenza dell'"eroe dei due mondi" verso Roma per la difesa della seconda Repubblica Romana.

### Villa Costantini Brancadoro
Fa parte di una tenuta agricola di notevoli dimensioni fu costruita con fattezze diverse dall'attuale nel XVIII secolo quando le proprietà terriere furono prese in efiteusi da Romualdo Petracca. Dopo la restaurazione del governo ponteficio le terre furono acquistate dal cardinale Cesare Brancadoro, arcivescovo di Fermo. La decorazione pittorica con stucchi di villa Brancadoro, realizzati tra il 1897 e il 1904, sono opera di Adolfo De Carolis. All'interno del parco, fra le varie essenze arboree, era presente una Jubaea chilensis di notevoli dimensioni, piantato all'incirca nel 1880.

### Villa Guidi
Costruita nella seconda metà del Settecento, di particolare interesse il giardino della villa del Marchese Guidi. I Guidi, dopo aver acquistato varie casupole circostanti, le fecero demolire per risanare ed abbellire le zone laterali del palazzo e formare un elegante giardino. Fecero altresì chiudere la via Firenze, nei pressi della Porta da Mare, che passava proprio davanti alla loro villa

### Villa Laureati
Situata a nel quartiere Salaria, è un imponente edificio su tre piani di proprietà della famiglia dei Marchesi Laureati, nel parco della villa è presente la Torre Guelfa, che fu edificata nel IV secolo.

### Villa Mancini Guidi
Situata a nord del vecchio incasato del quartiere Paese Alto, il particolare architettonico di rilievo è l'Ingresso monumentale del XIX secolo, oggi conosciuto come la salita dei leoni, per la presenza all'ingresso di due sculture che rappresentano due leoni.